# Marvin Harrison
Marvin Harrison (* 25. August 1972, in Philadelphia, Pennsylvania) ist ein ehemaliger US-amerikanischer American-Football-Spieler auf der Position des Wide Receivers. Er spielte seine gesamte dreizehnjährige Profikarriere für die Indianapolis Colts in der National Football League (NFL), mit denen er den Super Bowl XLI gewann. Die meiste Zeit spielte er gemeinsam mit Peyton Manning und er gilt als einer der besten und produktivsten Wide Receiver in der Geschichte der NFL.

## NFL
Harrison, der in der ersten Runde des Draft 1996 von den Colts ausgewählt wurde, bildete mit Peyton Manning ab 1998 ein kongeniales Duo und wurde zwischen 1999 und 2006 jedes Jahr zum Pro Bowl eingeladen. Er erzielte in diesem Zeitraum durch Passfänge jeweils mehr als 1.000 Yards Raumgewinn und stellte Teamrekorde für Receiver (Yards aus Passfängen, Passfänge und Touchdowns) und gemeinsam mit Manning auf (meiste Touchdownpässe zwischen einem Quarterback und einem Wide Receiver).
In der Saison 2007 konnte er nur fünf Spiele bestreiten und 2008 wurde er von Reggie Wayne als wichtigste Anspielstation von Manning abgelöst. Obwohl er 15 Spiele bestritt, konnte er nur etwas mehr als 600 Yards Raumgewinn erzielen. Nach der Saison wurde er von den Colts auf eigenen Wunsch entlassen.
2011 wurde er bei einem Spiel der Colts gegen die Carolina Panthers in den Indianapolis Colts Ring of Honor aufgenommen.
2016 wurde er im dritten Anlauf in die Pro Football Hall of Fame aufgenommen.

## Statistiken
| Saison   | Team | Spiele | Spiele als Starter | Passfänge | Yards  | Durchschnitt | Längster | TDs |
| -------- | ---- | ------ | ------------------ | --------- | ------ | ------------ | -------- | --- |
| NFL 1996 | IND  | 16     | 15                 | 64        | 836    | 13.1         | 41       | 8   |
| NFL 1997 | IND  | 16     | 15                 | 73        | 866    | 11.9         | 56       | 6   |
| NFL 1998 | IND  | 12     | 12                 | 59        | 776    | 13.2         | 61T      | 7   |
| NFL 1999 | IND  | 16     | 16                 | 115       | 1,663  | 14.5         | 57T      | 12  |
| NFL 2000 | IND  | 16     | 16                 | 102       | 1,413  | 13.9         | 78T      | 14  |
| NFL 2001 | IND  | 16     | 16                 | 109       | 1,524  | 14.0         | 68       | 15  |
| NFL 2002 | IND  | 16     | 16                 | 143       | 1,722  | 12.0         | 69       | 11  |
| NFL 2003 | IND  | 15     | 15                 | 94        | 1,272  | 13.5         | 79T      | 10  |
| NFL 2004 | IND  | 16     | 16                 | 86        | 1,113  | 12.9         | 59       | 15  |
| NFL 2005 | IND  | 15     | 15                 | 82        | 1,146  | 14.0         | 80T      | 12  |
| NFL 2006 | IND  | 16     | 16                 | 95        | 1,366  | 14.4         | 68T      | 12  |
| NFL 2007 | IND  | 5      | 5                  | 20        | 247    | 12.4         | 42       | 1   |
| NFL 2008 | IND  | 15     | 15                 | 60        | 636    | 10.6         | 67T      | 5   |
| Total    |      | 190    | 188                | 1,102     | 14,580 | 13.2         | 80       | 128 |

## Ausgewählte Rekorde
- Meiste gefangene Pässe in einer Saison: 143 (2002) / Mittlerweile gebrochen (Michael Thomas 149 / Saints (2019))
- Meiste aufeinanderfolgende Spielzeiten mit mindestens 10 Touchdowns: 8
- Meiste aufeinanderfolgende Spielzeiten mit mehr als 1400 Yard Raumgewinn durch Passfänge: 4
- Erster Spieler mit zwei aufeinanderfolgenden Spielzeiten mit mehr als 1600 Yards Raumgewinn durch Passfänge
- Gemeinsam mit Peyton Manning: Meiste Pässe vom Quarterback zum Wide Receiver: 953
- Gemeinsam mit Peyton Manning: Meiste Touchdownpässe vom QB zum WR: 112
- Gemeinsam mit Peyton Manning: Meiste Yards durch Passspiel vom QB zum WR: 12.756

## Persönliches
Sein Sohn Marvin Harrison Jr. spielt ebenfalls Football als Wide Receiver.